# Elecciones a la Cámara de Representantes de los Estados Unidos de 2010 en Alaska
Las Elecciones a la Cámara de Representantes de los Estados Unidos en Alaska de 2010 fueron unas elecciones que se hicieron el 2 de noviembre de 2010 para escoger al Representante por el estado de Alaska. En la cual el único distrito congresional en juego, fue obtenido por los Republicanos.